# Queen Cox
Queen Cox es una variedad cultivar de manzano (Malus domestica). 
Un clon más coloreado de 'Cox's Orange Pippin'. Fue descubierto en "Appleby Fruit Farm", Kingston Bagpuize, Berkshire. Recibido por el National Fruit Trials en 1953. Las frutas tienen una pulpa firme, ligeramente ácida y jugosa con un sabor rico y aromático..

## Historia
'Queen Cox' es una variedad de manzana, descubierta en "Appleby Fruit Farm", Kingston Bagpuize, Berkshire, siendo un Desporte de Cox's Orange Pippin con un color más intenso, alrededor de 1953.
'Queen Cox' se cultiva en la National Fruit Collection con el número de accesión: 1953 - 058 y Accession name: Queen Cox (Maclean).

## Características
'Queen Cox' árbol de extensión erguido vertical, de vigor moderado. Tiene un tiempo de floración que comienza a partir del 10 de mayo con el 10% de floración, para el 14 de mayo tiene una floración completa (80%), y para el 21 de mayo tiene un 90% caída de pétalos.
'Queen Cox' tiene una talla de fruto mediano; forma truncado-cónica, con una altura de 56.00mm y una anchura de 62.00mm; con nervaduras ausentes; epidermis con color de fondo amarillo, con sobre color púrpura en una cantidad media-alta, con sobre color patrón rayado, "russeting" (pardeamiento áspero superficial que presentan algunas variedades) bajo; textura de la pulpa crujiente y color de la pulpa amarillento; los frutos son jugosos y dulces, con un rico y aromático sabor a nuez.
Su tiempo de recogida de cosecha se inicia a finales de septiembre. Listo para la cosecha a partir de la primera mitad del período. Se conserva durante dos meses en cámara frigorífica.

## Usos
Una buena manzana de uso de postre fresca en mesa y de sidra.

## Ploidismo
Diploide. Autofértil, pero los cultivos mejoran con un polinizador compatible: D, Día 13.